# Новопашковская
Новопашковская — станица в Крыловском районе Краснодарского края. Административный центр Новопашковского сельского поселения.

## География
Станица расположена на берегу запруженной реки Грузской (бассейн Еи), в степной зоне, в 14 км северо-восточнее районного центра — станицы Крыловская.

### Улицы
| - пер. Орджоникидзе, - пер. Пушкина, - пер. Школьный, - пер. Юбилейный, - ул. Заречная, - ул. Комсомольская, - ул. Краснознаменная, | - ул. Октябрьская, - ул. Первомайская, - ул. Советская, - ул. Хребто, - ул. Чапаева. |

## Инфраструктура
На территории станицы функционируют: сельский дом культуры «Новопашковский» (МБУК СДК «Новопашковский»), детский сад «Сказка», школа № 8 имени Героя Советского Союза Семёна Григорьевича Хребто (МБОУ СОШ № 8), уроженца Новопашковской, филиал крыловской ДШИ по классу фортепиано, амбулатория (приёмная больница), ветеринарный участок, почта, администрация, продуктовые и хозяйственные магазины, кафе.

## История
По сведениям государственного архива Краснодарского края в 70-е годы XIX века на Кубани было проведено межевание земель на станичные юрты (наделы). Тем станицам, которым, с учетом прироста населения, земли оказывалось недостаточно, выделялись дополнительные участки из свободных войсковых земель. Станице Пашковской такой участок был отведен в Ейском отделе Кугоейской степи. 29 ноября 1887 года Пашковский станичный сход постановил: часть жителей станицы переселить на дополнительный надел. На основании этого в 1888 году на дополнительный надел сначала переселилось 94 души мужского пола. Именно в эти годы, по мнению старожилов, появились первые переселенцы в Кугоейской степи.
Переселенцам выделялась безвозмездная денежная ссуда на обустройство и обзаведение хозяйством. Население хутора в основном занималось сельским хозяйством: огородничеством, скотоводством. Казаки, приехавшие первыми, селились вольготно. Строго прямые по линии восток-запад улицы с полуверстными кварталами и десятинными дворовыми участками быстро застраивались. Пришлый народ казаки стали называть иногородними, а свой хутор — Новопашковским.
К концу 1888 года хутор Новопашковский насчитывал уже коренного населения, то есть казаков — 822 человека, а иногородних — 760. Хутор пополнялся переселенцами, расширялся, и к 13 сентября 1914 года войсковое сословие насчитывало уже 1289 душ мужского населения, 1201 — женского; не войсковое сословие: 1202 и 1218 соответственно. Это позволило решением Кубанского областного правления от 12 февраля 1915 года № 609 хутор переименовать в станицу Новопашковскую.
В разное время атаманами в станице являлись: Безлуцкий Корней Петрович (1911 г.), Архипенко Терентий (1914—1915 гг.), Онищенко Иосиф Николаевич (1918 г.), Архипенко Василий (1942—1943 гг.).
В конце Х1Х или в начале XX вв. была построена деревянная церковь. По воспоминаниям Бульбаса Н. А. (1905 г.рождения), а ему рассказали родители, его маленького отец возил крестить в Кугоейскую церковь, так как станичный батюшка в это время был в отъезде. Позже церковь в станице была сожжена. (История церкви будет освещена отдельно).
Дети казаков и иногородних вначале обучались в церковно-приходской школе, или сторожке, (так называли её все старожилы), что находилась рядом с церковью. В 1911 г. были построены здания двух школ (об истории школьного образования будет опубликована отдельная статья), станичного правления на территории нынешней СОШ № 8. Станичное правление располагалось в кирпичном здании, которое строил сам атаман Безлуцкий К. П.
Мужское население станицы приняло участие в первой мировой войне 1914 года. Сколько было мобилизовано селян в первую мировую войну пока остается неизвестным. На территории станицы находились 4 ветряные мельницы. Так на месте кирпичного завода ветряной мельницей владел Архипенко Тихон и его сыновья, за современным кладбищем — Сова Дмитрий; в конце станицы по ул. Первомайской за балкой, на бугре — Суслов Дмитрий и на месте тока — Вышкребец.
После октябрьских событий 1917 г. по всей России стали создаваться сельские советы. С 1922 до 1931 гг. сельский совет располагался в здании станичного правления и первым председателем являлся Коваленко Александр Васильевич. Здание сельского совета находилось на пересечение ул. Октябрьской и ул. Советской . В 1979 году сельский совет переехал в отстроенное нынешнее здание. В этом же году станичники получили новое здание Дома культуры.
С образованием сельских советов стали формироваться колхозы. Первые колхозы стали образовываться в 1928 году. В период колхозного строительства в станице имелось до 100 зажиточных крестьян, крепких хозяйственников. Некоторые семьи имели до 30-ти дойных коров и до 20-ти лошадей. Хозяйства таких семей переписывались и забирались в колхоз, а самих хозяев высылали в Сальские степи или в Сибирь.
Осенью 1929 года в станицу завезли сельскохозяйственный инвентарь, технику и образовался колхоз «Борьба за коммунизм». С 1930 по 1950 гг. на базе прежнего были образованы 2 колхоза: «Борец колхозник» и «Красноармеец», позже после их слияния — колхоз «Кубань», а в 1958 году с прежней территорией объединился колхоз «Победа» (территория х. Лобова Балка) под общим названием колхоз «Россия».

## Население
| 2002 | 2010  |
| ---- | ----- |
| 1642 | ↘1558 |